# Eagle One: Harrier Attack
Eagle One: Harrier Attack — консольна гра в жанрі авіасимулятора з елементами аркадного шутера для PlayStation, розроблена студією Glass Ghost і видана компанією Infogrames. Гравець керує пілотом морської піхоти США, що протистоїть терористичній організації «Армія Нового Тисячоліття», яка захопила Гавайські острови. Основним літальним апаратом є штурмовик AV-8B Harrier, хоча доступні також інші повітряні судна: гелікоптер UH-1 Huey, штурмовик A-10 Thunderbolt II та винищувач F-16 Fighting Falcon.
Ігровий процес поєднує авіасимуляцію з екшеном, роблячи акцент на виконанні бойових завдань на малих висотах (до 30 метрів) над Гавайським архіпелагом. Гра включає одноосібну кампанію з 25 місій, кооперативний і змагальний режими для двох гравців, а також тренувальний режим. Критики відзначили баланс між реалізмом і аркадною динамікою, наголошуючи на привабливості для шанувальників динамічних шутерів, але вказуючи на недостатню глибину для фанатів повноцінних авіасимуляторів.

## Сюжет
Терористичне угруповання, що називає себе «Армією Нового Тисячоліття», заволоділо радянськими військовими технологіями й оголосило війну Сполученим Штатам Америки, заявивши про свою мету — «звільнити світ від хватки американської військової машини». Угруповання атакувало Гавайські острови за допомогою електромагнітної імпульсної зброї, вивівши з ладу всі електронні пристрої на архіпелазі. Після цього терористи перемістили зброю на радянський авіаносець із наміром продовжити атаки. У відповідь на це командування США направляє пілота Корпусу морської піхоти на винищувачі AV-8B Harrier із завданням звільнити всі п'ять островів Гавайського архіпелагу.

## Ігровий процес
Гравець виступає в ролі бійця Корпусу морської піхоти США, який керує літаком вертикального злету та посадки AV-8B Harrier, а також п'ятьма іншими повітряними апаратами, серед яких — гелікоптер UH-1 Huey, штурмовик A-10 Thunderbolt II та багатоцільовий винищувач F-16 Fighting Falcon. Основну частину одноосібної кампанії (близько 80 %) гравець проводить за штурвалом Harrier. Метою гри є виконання різноманітних бойових завдань, зокрема порятунок катапультованих пілотів і знищення терористичних баз. Гра пропонує чотири режими: однокористувацький, кооперативний для двох гравців, змагальний для двох гравців і тренувальний, що дозволяє опанувати управління літальними апаратами. Події 25 місій одноосібної кампанії розгортаються на Гавайських островах, де часто доводиться літати на надмалій висоті — до 30 метрів. Кооперативний режим містить п'ять місій..

## Рецензії
| Агрегатор    | Оцінка |
| ------------ | ------ |
| GameRankings | 70%    |

| Видання                            | Оцінка |
| ---------------------------------- | ------ |
| AllGame                            | [ 5 ]  |
| CNET Gamecenter                    | 8/10   |
| Electronic Gaming Monthly          | 4/10   |
| EP Daily                           | 8/10   |
| GameFan                            | 60%    |
| GameSpot                           | 4.9/10 |
| IGN                                | 6.5/10 |
| Jeuxvideo.com                      | 16/20  |
| Next Generation                    | [ 11 ] |
| Official U.S. PlayStation Magazine | [ 12 ] |

Гра отримала «середні» оцінки, згідно з даними агрегатора рецензій GameRankings. Рік Санчес із видання Next Generation схарактеризував її як «добре збалансований екшен, від якого важко відірватися, навіть якщо ви не фанат авіасимуляторів». Натомість оглядач GamePro зауважив: «Ця гра балансує між псевдореалізмом і екшеном, що може задовольнити прихильників аркадних шутерів, але ветерани авіасимуляторів будуть розчаровані недостатньою глибиною Eagle One»..